# Wincing the Night Away
Wincing the Night Away is het derde studioalbum van de Amerikaanse indierockband The Shins. Het werd op 23 januari 2007 uitgebracht door Sub Pop.

## Composities
Alle muziek en teksten zijn geschreven door James Mercer. 
| Nr. | Titel            | Duur |
| --- | ---------------- | ---- |
| 1.  | Sleeping Lessons | 3:58 |
| 2.  | Australia        | 3:57 |
| 3.  | Pam Berry        | 0:57 |
| 4.  | Phantom Limb     | 4:48 |
| 5.  | Sea Legs         | 5:23 |
| 6.  | Red Rabbits      | 4:33 |
| 7.  | Turn on Me       | 3:41 |
| 8.  | Black Wave       | 3:19 |
| 9.  | Spilt Needles    | 3:46 |
| 10. | Girl Sailor      | 3:44 |
| 11. | A Comet Appears  |      |

| Nr. | Titel                             | Duur |
| --- | --------------------------------- | ---- |
| 1.  | Nothing at All                    |      |
| 2.  | Spilt Needles (Alternate Version) |      |